# Skorpios
Skorpios (nwgr. Σκορπιός, dosł. Skorpion) – grecka wyspa na Morzu Jońskim o powierzchni 87,8 ha (0,878 km²), na zachód od Grecji kontynentalnej, należąca do archipelagu Wysp Jońskich. Od 1963 r. stanowi wyspę prywatną. W jej pobliżu znajdują się dwie mniejsze wysepki: Skorpidi (Σκορπίδι, dosł. Skorpionek) i Tsokari (Τσοκάρι, dosł. Chodaczek). Wyspa jest obszarem chronionym Natura 2000, a zagospodarowane nie może być więcej niż 5% jej powierzchni.

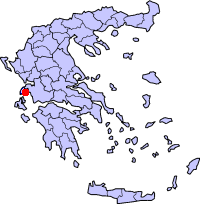
Przybliżona lokalizacja wyspy

Skorpios zlokalizowany jest w administracji zdecentralizowanej Peloponez, Grecja Zachodnia i Wyspy Jońskie, w regionie Wyspy Jońskie, w jednostce regionalnej Leukada, w gminie Meganisi. W 2011 r. oficjalnie liczył 1 mieszkańca. Posiada łagodny klimat. Od zachodu osłonięty jest od wiatrów przez wyspę Leukadę, a od południa przez wyspę Meganisi.
Niewiele wiadomo o historii Skorpios, nie ma na nim śladów starożytności. Wenecjanie wylesili wyspę. W 1864 r., wraz z resztą Wysp Jońskich, Skorpios stał się częścią Grecji. W 1963 r. - za okazyjną kwotę 3,5 mln drachm (dziś równowartość około 11 tys. euro) - nabył ją Aristotelis Onasis i ponownie zalesił, a obecnie rośnie na niej ponad 200 różnych gatunków drzew. Drobny piasek na stworzenie kilku prywatnych plaż sprowadzono z wyspy Salaminy, zaś w celu doprowadzenia wody pitnej na Skorpios, wybudowano wodociąg z ujęcia na pobliskiej prywatnej wysepce. Znajdują się tutaj trzy rezydencje, lądowisko dla helikopterów i nabrzeża dla łodzi. 20 października 1968 Skorpios było miejscem ślubu Aristotelisa Onasisa z Jacqueline Kennedy. W latach 60. XX wieku wyspę odwiedzało wielu ówczesnych celebrytów. Onasis spoczął tu po śmierci w wybudowanym dla niego mauzoleum. Wyspa była tymczasowo zamieszkana przez rodzinę właścicieli i ich około 600 pracowników. Jednak w 2001 r. zarejestrowano na niej tylko 2 osoby, a spis ludności z 2011 r. pokazał 1 formalnego mieszkańca wyspy. Koszty utrzymania Skorpios wynosiły około 1,5 mln euro rocznie. Po śmierci Onasisa, wyspa została przekazana jego córce Christinie (zm. 19 listopada 1988), a następnie jej córce Athinie. W kwietniu 2013 r. Skorpios zostało przez Athinę Onasis wydzierżawione na 99 lat Jekaterinie Rybołowlewej, wówczas niespełna 24-letniej córce rosyjskiego miliardera Dmitrija Rybołowlewa (m.in. właściciela AS Monaco) za kwotę 153 milionów dolarów. Miało to na celu obejście klauzuli zawartej w testamencie Aristotelisa Onasisa stanowiącej, że wyspy nie można sprzedać, a w przypadku gdyby jego potomkowie nie byli w stanie jej utrzymać, powinna ona przypaść państwu greckiemu lub - w przypadku jego braku - linii lotniczej Olympic Airlines.